# Galisancho
Galisancho település Spanyolországban, Salamanca tartományban. Galisancho Sieteiglesias de Tormes, Encinas de Arriba, Éjeme, Anaya de Alba, Galinduste és Pelayos községekkel határos. Lakosainak száma 325 fő (2024).

## Népesség
A település népessége az elmúlt években az alábbi módon változott:
| Lakosok száma | 544  | 487  | 460  | 437  | 428  | 409  | 402  | 378  | 346  | 325  |
|               | 2001 | 2004 | 2007 | 2009 | 2012 | 2014 | 2017 | 2019 | 2022 | 2024 |